# Otisak spora
Otisak spora neke gljive je važna dijagnostička karakteristika u većini priručnika za gljive. Pokazuje boju spora gljive kada su u masi. Otisak spora se radi tako što se površina koja stvara spore stavi na komad bijelog i tamnije obojenog papira, a može i na prozirnu plastiku, koja je još bolja i lakše se odredi boja spora; naprimjer, lakše je odrediti jesu li spore bijele ili s malo pigmentacije. Površina gljive koja stvara spore se tada ostavi preko noći. Kada se gljiva otkloni, boja spora bi trebala biti vidljiva. Međutim, gljivu se ne može odrediti samo prema otisku spora; to je obično samo jedna od više karakteristika koje se koriste u taksonomskoj identifikaciji. U povijesti se klasifikacija mnogih gljiva temeljila na otisku spora, npr. kod porodice Trichlomataceae, koja sadrži mnoge različite vrste, a sve one imaju bijeli otisak spora. Međutim, nedavna molekularna istraživanja su pokazala interesantne srodnosti između gljiva koje imaju spore različitih boja.